# Toma de Flesinga
La toma de Flesinga tuvo lugar el 6 de abril de 1572 por parte de los mendigos del mar, holandeses alzados contra las autoridades españolas que ocupaban la ciudad de la provincia de Zelanda, Países Bajos, en el contexto de la guerra de los Ochenta Años, siendo tomada sin lucha. Cinco días antes habían tomado la vecina Brielle.

## Antecedentes
Hacia 1566–1568 se produjeron en los Países Bajos, en aquella época parte del Imperio español bajo el reinado de Felipe II, una serie de enfrentamientos contra las autoridades españolas. La guerra de Flandes, o guerra de los Ochenta Años, como se llamaría al conflicto, estaba provocada en esta etapa inicial por las imposiciones religiosas y las cargas fiscales impuestas a la población local por el gobierno español de Fernando Álvarez de Toledo, III duque de Alba.  Los deseos de independencia de la Corona española no se producirían hasta varios años después.
El 1 de abril de 1572 los mendigos del mar, rebeldes alzados contra las autoridades españolas, tomaron Brielle, en Holanda; ésta sería la primera plaza conquistada por los rebeldes en el transcurso de la guerra, y pronto provocaría la adhesión de otras ciudades de la zona a la causa holandesa.

## Toma de la ciudad
Teniendo noticia de los sucesos ocurridos en Brielle, los habitantes de Flesinga (en neerlandés Vlissingen), en la isla de Walcheren de Zelanda, en un acto espontáneo, lanzaron varias descargas de artillería contra las naves españolas fondeadas en el puerto de la ciudad; la pequeña guarnición española allí presente se retiró hacia Middelburg temiendo un ataque en regla.
Al día siguiente Antonio de Bourgoyne, gobernador de la isla de Walcheren en nombre del duque de Alba, llegó a Flesinga con la intención de restaurar el orden en la ciudad pacíficamente. Su oratoria no logró convencer a los lugareños, que terminaron expulsándole de la ciudad.
Desde Flesinga éstos enviaron aviso a William van der Marck, líder de los mendigos del mar, mostrando su disposición a unírsele en la rebelión; éste envió 3 naves con 200 hombres desde Brielle bajo el mando de William de Blois, señor de Treslong.

### Ejecución de Pedro Pacheco
Ignorante de los acontecimientos, el italiano Pedro Pacheco, ingeniero jefe del ejército del duque de Alba que anteriormente se había destacado en la construcción de la ciudadela de Amberes, llegó a Flesinga para encargarse de los trabajos de fortificación de la ciudad, planeados tiempo atrás. El mismo día de su llegada fue arrestado por los mendigos del mar.  Por el rango ostentado por Pacheco en el ejército del duque de Alba, William Blois ordenó su ahorcamiento junto a otros dos oficiales españoles.
La ciudad quedaría bajo control de los holandeses, encargándose su gobierno al zelandés Jerome de Tseraarts, que quedaría apoyado por una pequeña guarnición de soldados franceses e ingleses.

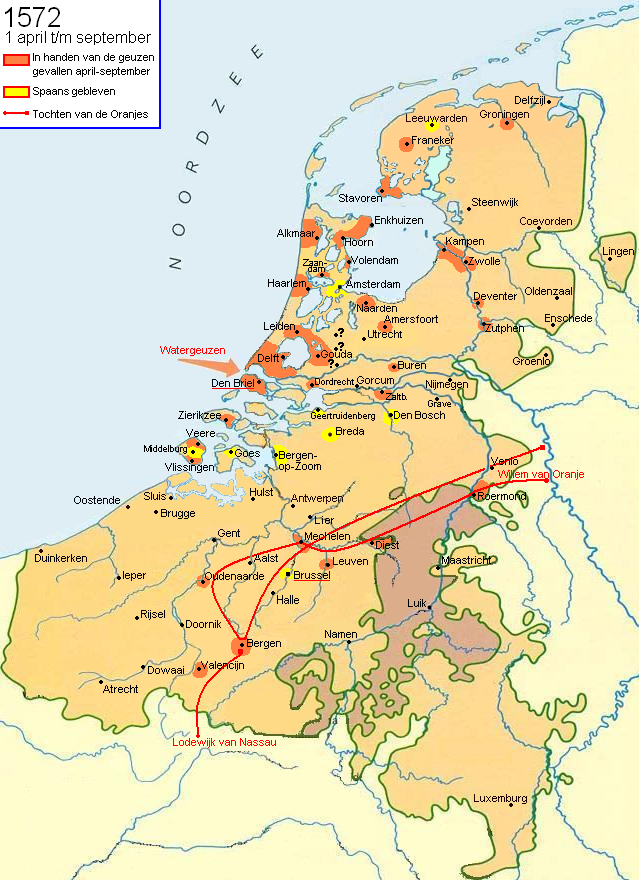
Situación de los Países Bajos en 1572.

## Alzamientos
Tras la toma de Brielle y la de Flesinga en abril, los alzamientos se extenderían por otras ciudades de Zelanda y Holanda a lo largo de la primavera y verano de 1572; en junio Dordrecht y Enkhuizen, y posteriormente Gouda, Veere, Alkmaar y Oudenaarde se unirían a los mendigos del mar en su rebelión contra las autoridades españolas.